# Hrabstwo Eagle

Piramida wieku hrabstwa

Hrabstwo Eagle (ang.Eagle County) – hrabstwo w stanie Kolorado.
Siedzibą hrabstwa jest Eagle. Obszar hrabstwa wynosi 4832 km². W 2000 r. liczyło 4659 mieszkańców.Hrabstwo nakłada na swych mieszkańców liniowy podatek dochodowy o stawce 1,5%.

## Miasta
- Avon
- Eagle
- Gypsum
- Minturn
- Red Cliff
- Vail

## CDP
- Dotsero
- Edwards
- El Jebel
- Fulford
- McCoy
- Wolcott